# 社会民主主義パン・アフリカン連合
社会民主主義パン・アフリカン連合（しゃかいみんしゅしゅぎパン・アフリカンれんごう、フランス語: Union panafricaine pour la démocratie sociale、略称: UPADS）は、コンゴ共和国の政党。

## 党史
ドニ・サスヌゲソ率いるコンゴ労働党が一党独裁に基づく社会主義体制を放棄し、複数政党制を導入したことを受けて結成。1992年、同国で初の複数政党制による大統領選挙が実施されると、UPADSのパスカル・リスバ党首（当時）が当選した。だがその後、サスヌゲソ派の民兵勢力がクーデターで実権を掌握。リスバ大統領は追放され、サスヌゲソが再び大統領の座に返り咲いた。その時にUPADSのネットワーク、支持基盤、そしてリスバ派の民兵勢力に対しても攻撃が加えられ、一時UPADSは壊滅的な打撃を受けた。
現在、UPADSはサスヌゲソ政権に対抗する野党として、マルティン・ムベリ党首のもと、社会民主主義政党として徐々に活動を復活させてきている。ただし、独自の民兵組織を保持するなど旧態依然とした体制が残っており、またリスバ元大統領の院政が敷かれているとささやかれる中、国民の間における支持は低調である。